# Layrac
Layrac település Franciaországban, Lot-et-Garonne megyében. Lakosainak száma 3913 fő (2022. január 1.). Layrac Boé, Fals, Astaffort, Caudecoste, Marmont-Pachas, Moirax, Sauveterre-Saint-Denis és Lafox községekkel határos.

## Népesség
A település népességének változása:
| Lakosok száma | 2635 | 2800 | 2983 | 3414 | 3525 | 3559 | 3623 | 3686 | 3726 | 3913 |
|               | 1968 | 1982 | 1990 | 2006 | 2013 | 2015 | 2017 | 2019 | 2020 | 2022 |